# Nina Dobrevová

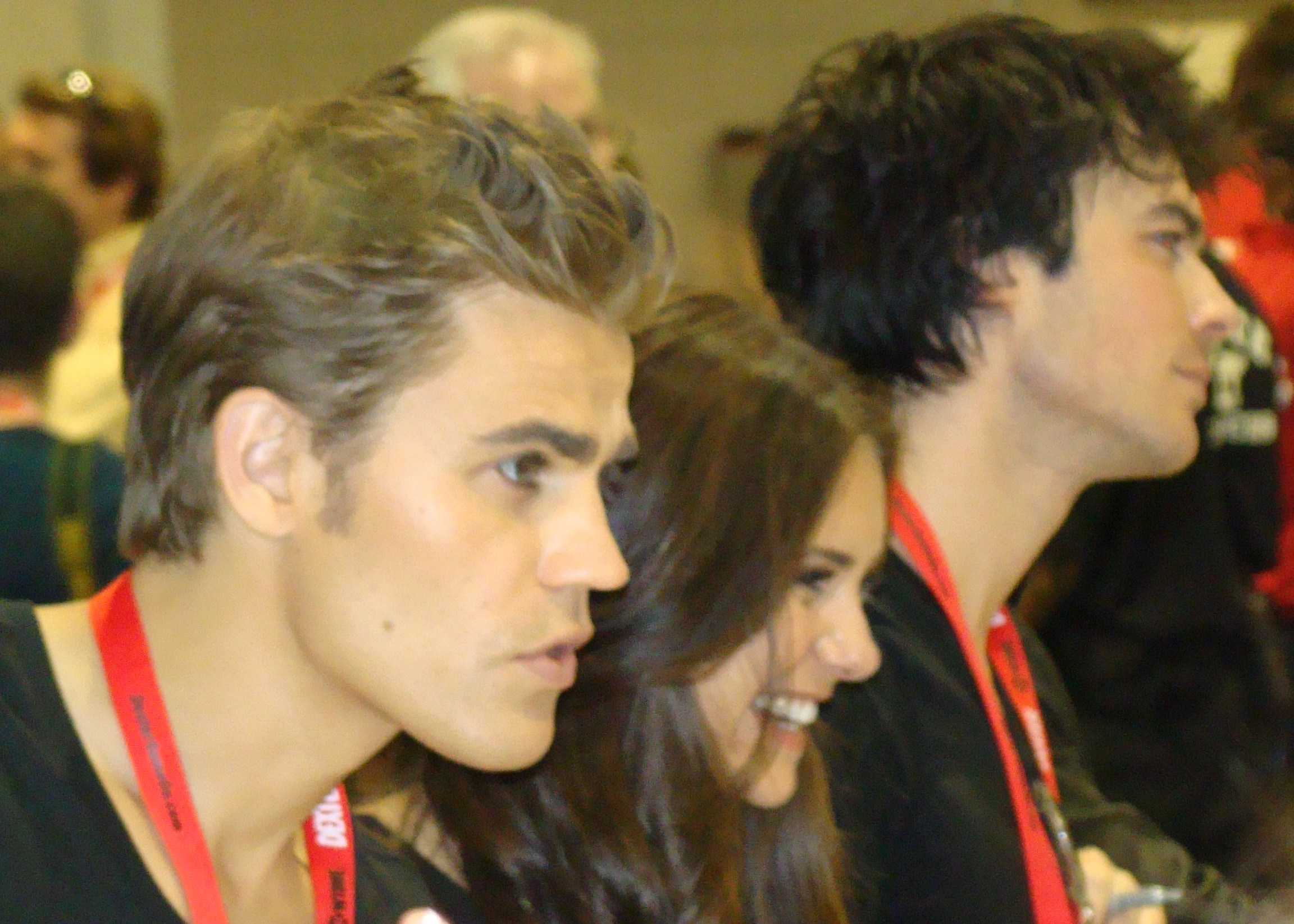
Paul Wesley, Nina Dobrevová a Ian Somerhalder

Nina Dobrevová, známá pod uměleckým jménem Nina Dobrev a pod rodným jménem Nikolina Kamenova Dobreva (bulharsky: Николина Каменова Добрева) (* 9. ledna 1989 Sofie, Bulharsko), je bulharsko-kanadská herečka, známá pro své role v seriálech Degrassi: The Next Generation (2006–2009) a Upíří deníky (2009–2015).

## Život
Narodila se v Sofii v Bulharsku. Ve dvou letech se s rodiči přestěhovala do Kanady (Toronto, Ontario). Mluví plynně anglicky, francouzsky, bulharsky a čínsky. Má staršího bratra Frederika (1984). Její otec Kamen je pekař a její matka Michaela je umělkyně. Od svých pěti let hraje v televizních reklamách. Jejím největším koníčkem kromě herectví je krasobruslení.
Navštěvovala J. B. Tyrrell Sr. Public School, kde začala s baletem a gymnastikou, uměleckou školu Wexford Collegiate School for the Arts a Ryerson University v Torontu, obor sociologie. Školu opustila v roce 2008 kvůli herecké kariéře. Herecké lekce brala v Amstrong Acting Studios.

## Filmová a televizní kariéra
Na začátku své kariéry se objevila v menších rolích v několika filmech Daleko od ní (2006), Tajemství mé dcery (2007), V rytmu stepu (2007). V roce 2001 se jako dvanáctiletá objevila v seriálu Degrassi: The Next Generation. Přelomovým filmem její kariéry se stal televizní snímek s názvem Too Young to Marry (2007), který jí umožnil ztvárnit hlavní postavu. Zde si jí všimli také jiní režiséři a nastartovali její hereckou kariéru. Následoval film Never Cry Werewolf (2008), ve kterém si zahrála s Kevinem Sorbem.
V roce 2008 se objevila v televizním muzikálu The American Mall a v roce 2009 získala hlavní roli v seriálu Upíří deníky (The Vampire Diaries) ve kterém hrála do roku 2015. Také ztvárnila jednu z postav ve filmu Pokušení (Chloe), který měl premiéru 26. března 2010. V roce 2011 získala roli ve filmu Spolubydlící.
V roce 2012 byla obsazena do role Candace ve filmu Charlieho malá tajemství, po boku Logana Lermana a Emmy Watson. Film měl premiéru 21. září 2012.
V srpnu roku 2014 hrála s Jakem Johnsonem a Damonem Wayansem ve filmu Falešní poldové. Dne 6. dubna 2015 oznámila prostřednictvím sítě Instagramu, že seriál Upíří deníky opouští. V roce 2015 vystoupila v hororovém filmu Poslední nás zachrání. S Christinou Applegate začala na podzim 2015 natáčet film Crash Pad. V dubnu 2016 bylo oznámeno, že bude hrát ve filmu xXx: Návrat Xandera Cage s Vinem Dieselem a Samuelem L. Jacksonem. V březnu 2018 byla obsazena do role Clem v komediálním seriálu Fam. Stanice objednala produkci první řady v květnu 2018.

## Osobní život
Během let 2006 až 2009 chodila s kanadským hercem Benem Hollingsworthem. Při natáčení seriálu Degrassi se seznámila s hercem Evanem Williamsem a prožili si spolu roční románek. Čtyři roky a pět měsíců žila s hercem Ianem Somerhalderem, se kterým se seznámila na natáčení seriálu Upířích deníků. Několik měsíců v roce 2013 chodila s tanečníkem Derekem Houghem. V dubnu 2015 začala chodit s americkým hercem Austinem Stowellem. Dvojice se rozešla v únoru 2016. Skoro rok chodila s hercem Glenem Powellem. Rozešli se v listopadu 2017.Od konce roku 2019 chodí s olympijským vítězem Shaunem Whitem.
V roce 2017 adoptovala fenku Maverick a nyní má 5 koček a 7 psů.

## Filmografie

### Film
| Rok           | Název                    | Role                      | Poznámky                                                  |
| ------------- | ------------------------ | ------------------------- | --------------------------------------------------------- |
| 2007          | Básník války             | Rachel                    |                                                           |
| 2007          | V rytmu stepu            | Vysoká dívka v koupelně   |                                                           |
| 2008          | Repo: Genetická opera    | Dospívající dívka         |                                                           |
| 2009          | Upíří deníky             | Elena Gilbert             |                                                           |
| 2011          | Aréna                    | Lori                      |                                                           |
| 2012          | Charlieho malá tajemství | Candace Kelmeckis         |                                                           |
| 2014          | Falešní poldové          | Josie                     |                                                           |
| 2015          | Poslední nás zachrání    | Vicki Summers             |                                                           |
| 2017          | Hráč se smrtí            | Marlo                     |                                                           |
| 2017          | Crash Pad                | Hannah                    |                                                           |
| 2017          | xXx: Návrat Xandera Cage | Rebecca „Becky“ Clearidge |                                                           |
| 2018          | Dog Days                 | Elizabeth                 |                                                           |
| 2018          | Správný čas žít          | Izzy                      |                                                           |
| 2019          | Lucky Day                | Chloe                     |                                                           |
| 2019          | Run This Town            | Ashley Pollock            |                                                           |
| 2021          | Fin                      | —                         | výkonná producentka                                       |
| 2021          | Milostná past            | Natalie Bauer             |                                                           |
| 2021          | The One                  | —                         | krátkometrážní film, režisérka, scenáristka a producentka |
| 2022          | Redeeming Love           | Mae                       |                                                           |
| bude oznámeno | Sick Girl                | Wren Pepper               | také výkonná producentka                                  |
| bude oznámeno | Reunion                  | bude oznámeno             |                                                           |
| bude oznámeno | The Out-Laws             | bude oznámeno             |                                                           |
| bude oznámeno | The Bricklayer           | bude oznámeno             |                                                           |

### Televize
| Rok             | Název                       | Role                                     | Poznámky                                                                                   |
| --------------- | --------------------------- | ---------------------------------------- | ------------------------------------------------------------------------------------------ |
| 2006–2009       | Střední škola Degrassi      | Mia Jones                                | vedlejší role (6. řada), hlavní role (7.–8. řada), host (9. řada), 52 dílů                 |
| 2006            | Calvin a Frannie            | Mladá Frannie McKenzie                   | TV film                                                                                    |
| 2007            | Too Young to Marry          | Jessica                                  | TV film                                                                                    |
| 2007            | Tajemství mé dcery          | Justine Dysert                           | TV film                                                                                    |
| 2008            | Hranice                     | Stephenie                                | 2 díly                                                                                     |
| 2008            | Never Cry Werewolf          | Loren Hansett                            | TV film                                                                                    |
| 2008            | The American Mall           | Ally Shepherd                            | TV film                                                                                    |
| 2009            | Degrassi Goes Hollywood     | Mia Jones                                | TV film                                                                                    |
| 2009            | Eleventh Hour               | Grace Dahl                               | díl: „Eternal“                                                                             |
| 2009            | Šťastný a veselý Madagaskar | Sob (hlas)                               | TV speciál                                                                                 |
| 2009–2015, 2017 | Upíří deníky                | Elena Gilbert / Katherine Pierce / Amara | hlavní role (1.–6. řada), hlas (neuvedena v titulcích) (7. řada), host (8. řada), 134 dílů |
| 2011            | Griffinovi                  | Různé hlasy                              | díl: „Trading Places“                                                                      |
| 2011            | The Super Hero Squad Show   | Ellen (hlas)                             | díl: „This Man-Thing, This Monster!“                                                       |
| 2014            | Robot Chicken               | Cortana / Abby / Jenny Curran (hlas)     | díl: „Panthropologie“                                                                      |
| 2014            | The Originals               | Tatia                                    | díl: „Red Door“                                                                            |
| 2016            | Bitva playbacků             | Sama sebe                                | díl: „Tim Tebow vs Nina Dobrev“                                                            |
| 2019            | Fam                         | Clem                                     | hlavní role, 13 Ddílů                                                                      |

### Hudební videa
| Rok  | Název               | Umělec                          |
| ---- | ------------------- | ------------------------------- |
| 2008 | Girls girls girls   | Marcus a Martinus               |
| 2009 | „You Got That Ligh“ | Wade Allain-Marcus & David Baum |
| 2018 | „I'm Upset“         | Drake                           |

## Ocenění a nominace
| Rok  | Ocenění                              | Kategorie                                                               | Titul                    | Výsledek  |
| ---- | ------------------------------------ | ----------------------------------------------------------------------- | ------------------------ | --------- |
| 2010 | Teen Choice Awards                   | Průlomová herečka                                                       | Upíří deníky             | vítězství |
| 2010 | Teen Choice Awards                   | Herečka ve Fantasy/Sci Fi (TV)                                          | Upíří deníky             | vítězství |
| 2010 | Young Hollywood Awards               | Vytváření své značky                                                    | Upíří deníky             | vítězství |
| 2010 | Young Hollywood Awards               | Obsazení ke sledování (společně s Paulem Wesleym a Ianem Somerhalderem) | Upíří deníky             | vítězství |
| 2010 | J-14 Teen Icon Awards                | Ikonická televizní herečka                                              | Upíří deníky             | nominace  |
| 2011 | Teen Choice Awards                   | Herečka ve Fantasy/Sci-Fi (TV)                                          | Upíří deníky             | vítězství |
| 2011 | Teen Choice Awards                   | Upíří deníky                                                            | Upíří deníky             | nominace  |
| 2011 | Teen Choice Awards                   | Upír                                                                    | Upíří deníky             | nominace  |
| 2012 | People's Choice Award                | Oblíbená herečka – TV drama                                             | Upíří deníky             | vítězství |
| 2012 | Teen Choice Awards                   | Herečka ve Fantasy/Sci-Fi (TV)                                          | Upíří deníky             | vítězství |
| 2012 | San Diego Film Critics Society Award | Nejlepší obsazení                                                       | Charlieho malá tajemství | vítězství |
| 2013 | People's Choice Award                | Oblíbená herečka – TV drama                                             | Upíří deníky             | nominace  |
| 2013 | Teen Choice Awards                   | Herečka ve Fantasy/Sci-Fi (TV)                                          | Upíří deníky             | vítězství |
| 2014 | People's Choice Award                | Oblíbená herečka ve Fantasy/Sci-Fi (TV)                                 | Upíří deníky             | nominace  |
| 2014 | People's Choice Award                | Chemie v TV (s Ianem Somerhalderem)                                     | Upíří deníky             | vítězství |
| 2014 | mtvU Fandom Awards                   | Ship roku (společně sIanem Somerhalderem)                               | Upíří deníky             | vítězství |
| 2014 | Teen Choice Awards                   | Herečka Fantasy/Sci-Fi (TV)                                             | Upíří deníky             | vítězství |
| 2014 | Young Hollywood Awards               | Oblíbený herec – žena                                                   | Upíří deníky             | nominace  |
| 2014 | Young Hollywood Awards               | Nejlepší trojice (společně s Paulem Wesleym a Ianem Somerhalderem)      | Upíří deníky             | vítězství |
| 2015 | People's Choice Award                | Oblíbená herečka ve Fantasy/Sci-Fi (TV)                                 | Upíří deníky             | nominace  |
| 2015 | People's Choice Award                | Chemie v TV (s Ianem Somerhalderem)                                     | Upíří deníky             | vítězství |
| 2015 | Teen Choice Awards                   | Oblíbená herečka ve Fantasy/Sci-Fi (TV)                                 | Upíří deníky             | vítězství |
| 2015 | Teen Choice Awards                   | Oblíbený polibek (s Ianem Somerhalderem)                                | Upíří deníky             | vítězství |
| 2017 | Teen Choice Awards                   | Oblíbená herečka v akčním filmu                                         | xXx: Návrat Xandera Cage | nominace  |